# Anna Nurmujambetova
Anna Nurmujambetova (en kazajo: Анна Нурмухамбетова; Kokshetau, 28 de julio de 1993) es una deportista kazaja que compitió en halterofilia. Participó en los Juegos Olímpicos de Londres 2012, obteniendo una medalla de plata en la categoría de 69 kg.

## Palmarés internacional
| Juegos Olímpicos | Juegos Olímpicos      | Juegos Olímpicos | Juegos Olímpicos |
| Año              | Lugar                 | Medalla          | Categoría        |
| ---------------- | --------------------- | ---------------- | ---------------- |
| 2012             | Londres (Reino Unido) | Medalla de plata | 69 kg            |